# Líský
Líský es una localidad del distrito de Kladno, en la región de Bohemia Central, República Checa. Tiene una población estimada, a principios del año 2021, de 109 habitantes.
Está ubicada al noroeste de la región y de Praga, a poca distancia al norte del río Berounka —un afluente izquierdo del río Moldava—, y cerca de la frontera con la región de Ústí nad Labem.